# Rezerwat przyrody Przełom Mieni
Rezerwat przyrody Przełom Mieni – rezerwat krajobrazowy na terenie gminy Skępe w województwie kujawsko-pomorskim. Został utworzony w 2001 roku i zajmuje powierzchnię 14,80 ha. Ochroną objęto meandrujące zakola rzeki Mień wraz z charakterystyczną dla dolin małych rzek roślinnością. Tereny doliny rzecznej porastają przeważnie łęgi i grądy, zaś w dalszych obszarach rosną bory mieszane. W runie leśnym występują obficie liczne gatunki roślin chronionych. Rezerwat posiada otulinę o powierzchni 19,08 ha.
Obszar rezerwatu podlega ochronie czynnej i krajobrazowej.
Nieopodal miejscowości Żuchowo znajduje się młyn wodny.